# Мадсен (пулемёт)
Мадсен (Madsen) — датский пулемёт времён Первой мировой войны. Система Мадсен была разработана в 1890 году и выпускалась с 1900 года в Копенгагене фирмой «Dansk Rekylriffel Syndikat». Ручной пулемёт Мадсена является первым в мире ручным пулемётом, запущенным в серийное производство, которое продолжалось до начала 1950-х годов. Пулемётами Мадсена были вооружены армии 30 стран.

## История
Пулемёт разработал датский майор Вильгельм Герман Олаф Мадсен. Идея облегчить станковый пулемёт так, чтобы пехотинец мог им пользоваться для ведения огня как из окопа, так и на ходу, возникла у Мадсена ещё в 1883 году. Однако реализовать эту идею удалось спустя 20 лет после того, как фирма ДРС (Данск Рекюльриффель Синдикат) заинтересовалась пулемётом и получила патент на его производство.

## Конструкция деталей и механизмов

### Ствол
Ствол внутри имеет канал с нарезами, вьющимися слева вверх направо, и патронник. Снаружи ствол имеет: в средней части ребра в виде колец для улучшения теплоотвода; гладкую дульную и казённые части, вырез для головки и выбрасывателя; нарезной пенёк для соединения со ствольной коробкой.

### Ствольная коробка
Ствольная коробка имеет: нарезное отверстие для соединения со стволом; приёмное окно для патронов, поступающих из магазина; вырез для прохода зуба отсечки патронов; планку с наклонной плоскостью для поворота отсечки при движении ствола; гребень с пазами; правый — для головки рычага ствольной коробки, левый — для рычага ударника; проушины для присоединения досылателя; прилив для размещения выбрасывающего механизма; полукруглую выемку с опорной плоскостью.

### Короб с кожухом
Короб и кожух соединены между собой резьбой и закреплены винтом.
Кожух представляет собой трубку, которая имеет: продольные прорези для циркуляции воздуха; выточку для сошки; основание мушки; антабку для ремня; прицельную колодку.
Короб имеет: крышку; окно для планки с направляющими пазами; приёмник; вкладыш; отсекатель патронов; защёлку; пластинчатую пружину для отжимания затвора; вырезы для входа выступов затыльника.
В приёмнике смонтирован отсекатель патронов с пружиной и защёлкой магазина.

### Затвор
Затвор — это деталь сложной конструкции, которая имеет: плоскость (зеркало) для прилегания к шляпке патрона, находящегося в патроннике; гребень с пазом; прилив для направления движения гильзы; прилив для контакта с пазом направляющей планки; отверстие для оси; опорную плоскость; канал для размещения ударника с пружиной; выступ для отпирания и запирания затвора.

### Спусковой механизм
В состав спускового механизма входят детали:
- спусковой крючок
- спусковой рычаг
- ползун спускового рычага
- разобщитель с пружиной
- переводчик

Спусковой крючок имеет: хвост для контакта с пальцем стрелка; отверстие для оси; выступ для соединения с ползуном; проушины для присоединения разобщителя.
Спусковой рычаг имеет: шептало для постановки курка на боевой взвод; прямоугольное отверстие для разобщителя, паз для присоединения ползуна; выступ с отверстием для пружины; головку для упора выступа предохранителя.
Разобщитель имеет: ушко для присоединения пружины; зацеп для соединения со спусковым крючком.
Ползун имеет: выемку для выступа спускового крючка; головку для воздействия кулачка рычага возвратного механизма. Ползун перемещается вперёд по спусковому рычагу при нажатии на спусковой крючок.
Переводчик — это двуплечий рычаг, переднее плечо которого ограничивает ход спускового крючка, а заднее служит для контакта с пальцем стрелка.
Направляющая планка играет большую роль в работе пулемёта благодаря наличию криволинейного паза, по которому во время работы перемещается выступ затвора.

### Ударный механизм
Ударный механизм монтируется на предохранительной скобе и в затворе. Он состоит из следующих деталей:
- курка
- боевой пружины с направляющим стержнем
- рычага ударника
- ударника с пружиной

Курок имеет: головку для производства удара по рычагу ударника; отверстие для оси; вырез для головки направляющего стержня боевой пружины; боевой взвод. Курок расположен на оси рукоятки заряжания.
Боевая пружина — это витая цилиндрическая пружина, работающая на сжатие.
Направляющий стержень имеет: головку с отверстием для контакта с курком; венчик для упора боевой пружины; утончённую переднюю часть — боёк.
Пружина ударника — это витая цилиндрическая пружина, работающая на сжатие.
Рычаг ударника имеет: отверстие для оси; выступ для передачи удара курка ударнику; головку, воспринимающую удар курка.

### Возвратный механизм
Возвратный механизм включает детали:
- рычаг возвратного механизма
- возвратную пружину
- направляющий стержень возвратной пружины

Рычаг возвратного механизма имеет: головку; отверстие для оси; кулачок. Он соединен с головкой возвратной пружины и находится на одной оси с курком.
Возвратная пружина — это витая цилиндрическая пружина, работающая на сжатие.

### Выбрасывающий механизм
Выбрасывающий механизм включает детали:
- выбрасыватель;
- рычаг выбрасывателя;
- пружину выбрасывателя;

Выбрасыватель имеет: овальное отверстие для присоединения к ствольной коробке; зацеп для захвата гильзы за закраину шляпки; выступ для контакта с рычагом выбрасывателя.
Рычаг выбрасывателя имеет: головку с отверстием для оси; зацеп для контакта с выбрасывателем; гнездо для помещения пружины выбрасывателя.
Пружина выбрасывателя — это витая цилиндрическая пружина, работающая на сжатие.

### Затыльник с прикладом
Затыльник имеет: упор для соединения с коробкой; нижнее окно затыльника; щиток для закрывания нижнего окна затыльника; выводное окно для удаления стреляных гильз; прямоугольное отверстие для присоединения предохранительной скобы; отверстие для упора боевой пружины; отверстие для упора возвратной пружины; овальный выступ для вращения досылателя; предохранитель флажкового типа; поперечное отверстие для замыкателя; поперечное отверстие для оси рукоятки.
Приклад имеет: антабку для ремня; выступ с отверстием для подставки.

### Магазин
Магазин секторный, коробчатого типа, состоит из короба, подавателя и защёлки, удерживающей патроны в магазине. Выпускался в модификациях с ёмкостью на 25, 30 и 40 патронов.

### Досылатель
Досылатель имеет: отверстие для оси; вилку для контакта с выступом затыльника.

## Работа деталей и механизмов

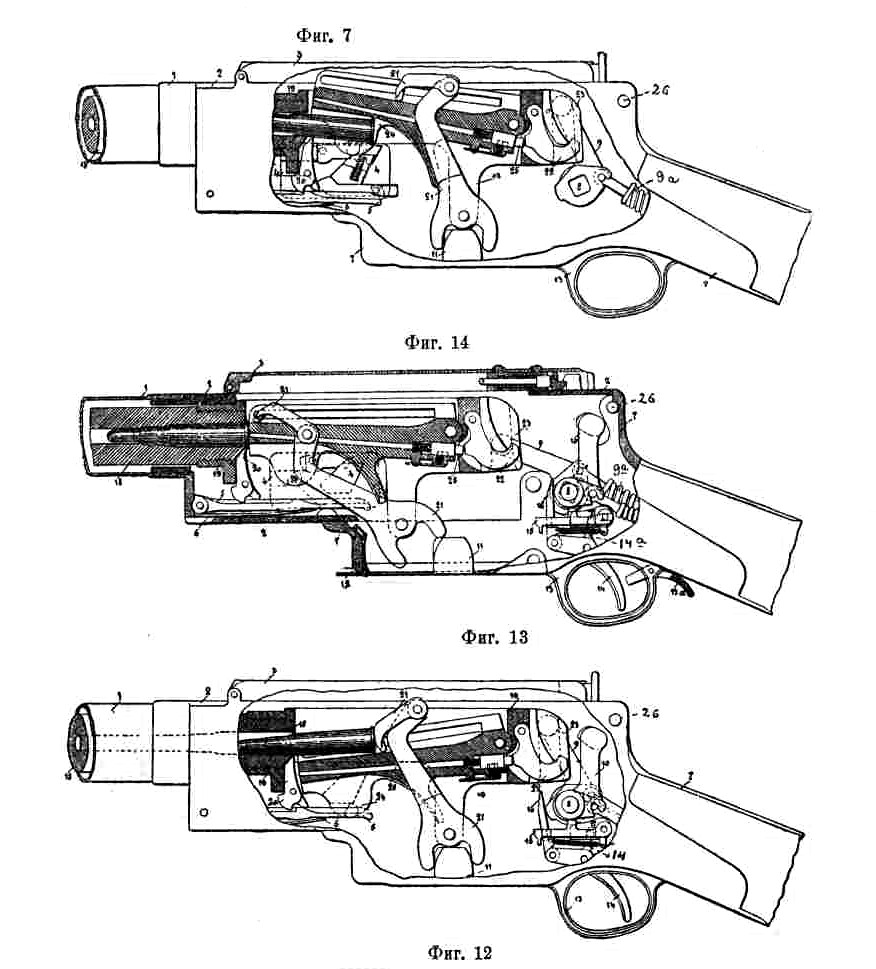
Работа. Из русского описания

### Исходное положение
Перед заряжанием пулемёта детали и механизмы занимают следующие позиции.
Подвижная система под действием возвратной пружины занимает крайнее переднее положение.
Ударник под действием рычага ударника занимает переднее положение. При этом он сжимает свою пружину, а боёк ударника выходит за зеркало затвора.
Пружина ударника имеет наибольшую степень сжатия.
Отсекатель повёрнут вправо. Магазин отделен от пулемёта. Подаватель повёрнут вперед.
Возвратная пружина имеет наименьшую степень сжатия.
Рычаг возвратной пружины занимает вертикальное положение.
Затвор опущен, а его выступ находится в переднем продольном пазу направляющей планки.
Пружина затвора имеет наименьшую степень прогиба.
Курок под действием боевой пружины своей головкой занимает верхнее положение, упирается в заднюю стенку ствольной коробки и утапливает выступ рычага ударника.
Боевая пружина имеет наименьшую степень сжатия.
Рычаг ударника под действием курка занимает переднее положение и воздействует на ударник.
Досылатель под действием овального выступа ствольной коробки занимает исходное положение.
Спусковой рычаг под действием пружины шепталом занимает верхнее положение.
Ползун спускового рычага занимает заднее положение и воздействует на спусковой крючок.
Пружина ползуна имеет наименьшую степень сжатия.
Спусковой крючок под действием ползуна развёрнут и своим хвостом занимает переднее положение.
Рычаг выбрасывателя под действием своей пружины занимает нижнее положение и своим зацепом воздействует на выбрасыватель.
Выбрасыватель под действием рычага выбрасывателя занимает вертикальное положение.
Пружина выбрасывателя имеет наименьшую степень сжатия.
Рукоятка заряжания занимает крайнее переднее положение.

### Заряжание пулемёта
Для того, чтобы зарядить пулемёт, необходимо выполнить следующее:
- наполнить магазин патронами;
- присоединить магазин к пулемёту;
- отвести рукоятку заряжания до отказа назад и отпустить.

При отводе рукоятки заряжания в крайнее заднее положение происходит следующее:
подвижная система под действием рукоятки заряжания отходит в заднее положение и, воздействуя на рычаг возвратной пружины, сжимает возвратную пружину.
Возвратная пружина получает наибольшую степень сжатия.
Ствольная коробка своей задней стенкой разворачивает курок.
Курок, разворачиваясь под действием ствольной коробки, освобождает рычаг ударника, сжимает боевую пружину и встает на шептало спускового рычага.
Боевая пружина получает наибольшую степень сжатия.
Ударник под действием своей пружины отходит назад, утапливает боёк за зеркало затвора, выходит головкой за задний срез затвора и воздействует на рычаг ударника.
Рычаг ударника под действием ударника отходит назад и своим выступом выходит на заднюю стенку ствольной коробки.
Затвор, двигаясь назад, своим выступом вначале скользит по переднему прямому участку направляющей планки, затем попадает в паз, наклонённый кверху, поднимается вверх настолько, чтобы можно было удалить стреляную гильзу из патронника, и отпирает канал ствола.
Пружина затвора получает наибольшую степень прогиба.
Выбрасыватель своей нижней плоскостью находит вначале на наклонную площадку вкладыша короба и поднимается, а после отпирания канала ствола наталкивается на уступ вкладыша и поворачивается на угол, достаточный для удаления гильзы из патронника.
Подаватель поворачивается назад.
Отсекатель поворачивается влево и пропускает очередной патрон из магазина в патронник.
После отпускания рукоятки заряжания происходит следующее:
Подвижная система под действием возвратного механизма движется вперёд.
Затвор своим выступом скользит по верхнему прямолинейному участку паза; как только выступ дойдёт до паза вниз, опускается своей передней частью вниз под действием своей пружины настолько, чтобы обеспечить досылку патрона в патронник.
Досылатель под действием овального выступа ствольной коробки на его вилку поворачивается и досылает патрон в патронник.
Затвор в период досылки патрона в патронник своим выступом скользит по нижнему прямолинейному участку паза, а после по наклонному пазу поднимается кверху, закрывает канал ствола и скользит по прямолинейному участку, запирая канал ствола.
Рычаг выбрасывателя при переднем положении затвора под действием своей пружины опускается вниз и передним концом воздействует на выбрасыватель.
Выбрасыватель под действием рычага выбрасывателя разворачивается в исходное положение и опускается вниз.
Пулемёт заряжен и готов к ведению огня.
Если стрельба не предвидится, то пулемёт ставится на предохранитель поворотом флажка. Стержень предохранителя заблокирует спусковой рычаг.

#### Одиночный огонь

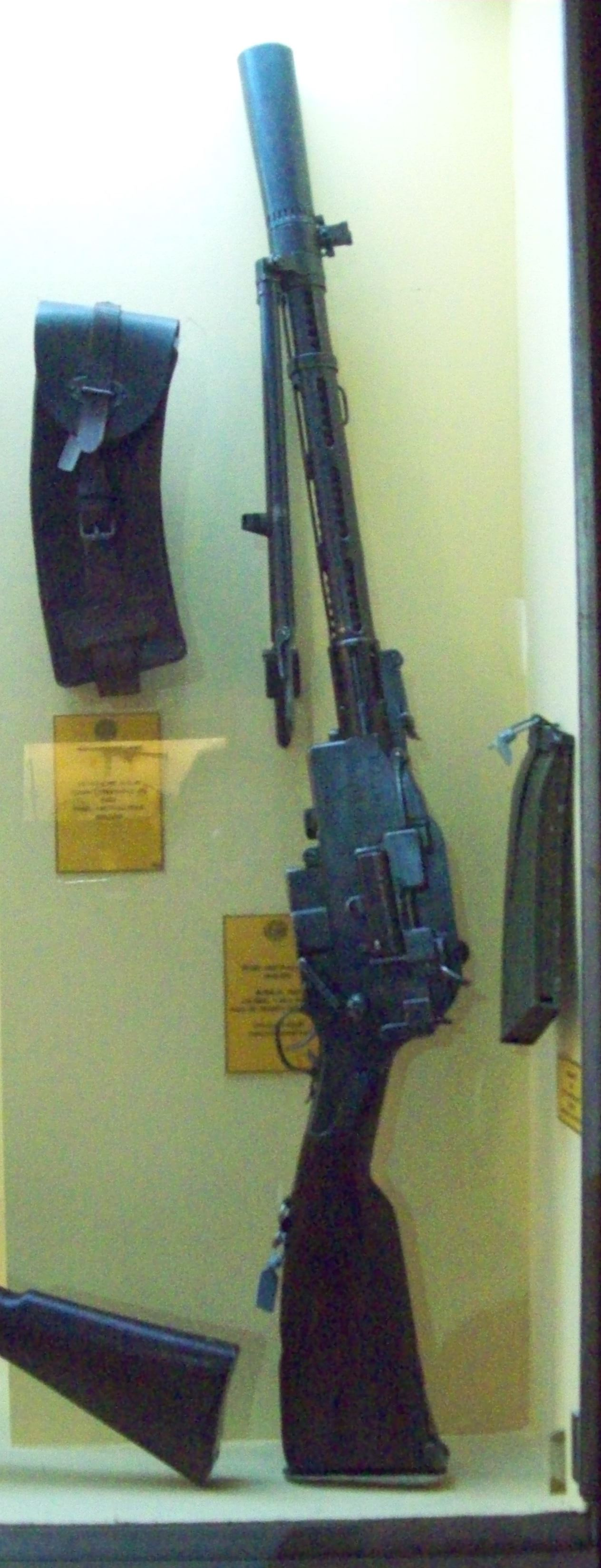
В музее в Буэнос-Айресе

Для ведения одиночного огня из пулемёта необходимо:
- включить переводчик огня нажимом на его хвостовик;
- нажать на спусковой крючок.

При включении переводчика он разворачивается вокруг оси и своей головкой ограничивает поворот спускового крючка.
При нажатии на спусковой крючок он под действием нажима на его хвост разворачивается вокруг своей оси, сжимает свою пружину и опускает разобщитель.
Разобщитель, опускаясь вниз под действием спускового крючка, своим зацепом опускает спусковой рычаг.
Спусковой рычаг, опускаясь под действием разобщителя вниз, выводит шептало из-под боевого взвода курка и освобождает курок.
Курок, разворачиваясь вокруг своей оси под действием боевой пружины, наносит удар головкой по выступу рычага ударника.
Рычаг ударника поворачивается вокруг своей оси под ударом курка, ударяет по головке ударника.
Ударник под действием рычага продвигается вперед, сжимает свою пружину и бойком разбивает капсюль.
Происходит выстрел.
Подвижная система под действием импульса отдачи на дно гильзы отходит назад.
Все детали и механизмы совершают те же операции, что и при ручном заряжании, за исключением следующих.
Выбрасыватель при выступе своей нижней плоскостью на наклонную площадку вкладыша короба поднимается вверх и зацепом входит за закраину гильзы, а при набегании на уступ вкладыша поворачивается и выбрасывает гильзу из патронника.
Рычаг возвратного механизма поворачивается и кулачком отводит вперёд разобщитель.
Разобщитель разворачивается и своим зацепом освобождает спусковой рычаг.
Спусковой рычаг поднимается и своим шепталом встаёт на пути боевого взвода курка.
Курок после ухода подвижной системы вперёд разворачивается и встаёт на боевой взвод.
Пулемёт готов к очередному выстрелу.
Для того, чтобы произвести следующий выстрел, необходимо отпустить спусковой крючок и снова нажать на него.
При отпускании спускового крючка произойдёт следующее:
Спусковой крючок под действием своей пружины развернётся вокруг своей оси и передним плечом поднимет разобщитель вверх.
Разобщитель, поднимаясь под действием спускового крючка, под действием своей пружины повернётся и зацепом соединится со спусковым рычагом.
При нажатии на спусковой крючок цикл работы деталей и механизмов повторяется.

#### Автоматический огонь
При непрерывной стрельбе из пулемёта все происходит так же, как и при одиночном огне за исключением следующего. Переводчик не включается, и спусковой крючок может повернуться назад до отказа. При этом ползун будет подвинут вперёд настолько, что кулачок рычага возвратного механизма при приходе подвижной системы в переднее положение будет действовать не на разобщитель, а на головку ползуна, опускать его вниз, а спусковой рычаг будет освобождать курок с боевого взвода. Происходит выстрел.
Огонь можно вести до тех пор, пока нажат спусковой крючок и в магазине есть патроны.
Для прекращения огня необходимо отпустить спусковой крючок.

## Разборка и сборка пулемёта
Разборка пулемёта производится в следующем порядке:
- 1. Отделяется магазин при нажатой защёлке магазина.
- 2. Открывается крышка короба при нажатой защёлке крышки.
- 3. Отделяется затыльник при отвинченном его замыкателе.
- 4. Извлекается подвижная система.
- 5. Отделяется досылатель при вытолкнутой его оси.
- 6. Отделяется затвор от ствольной коробки при вынутой его оси.
- 7. Отделяется предохранительная скоба при вынутом предохранителе.

Сборка пулемёта производится в обратном порядке.

## Варианты и модификации

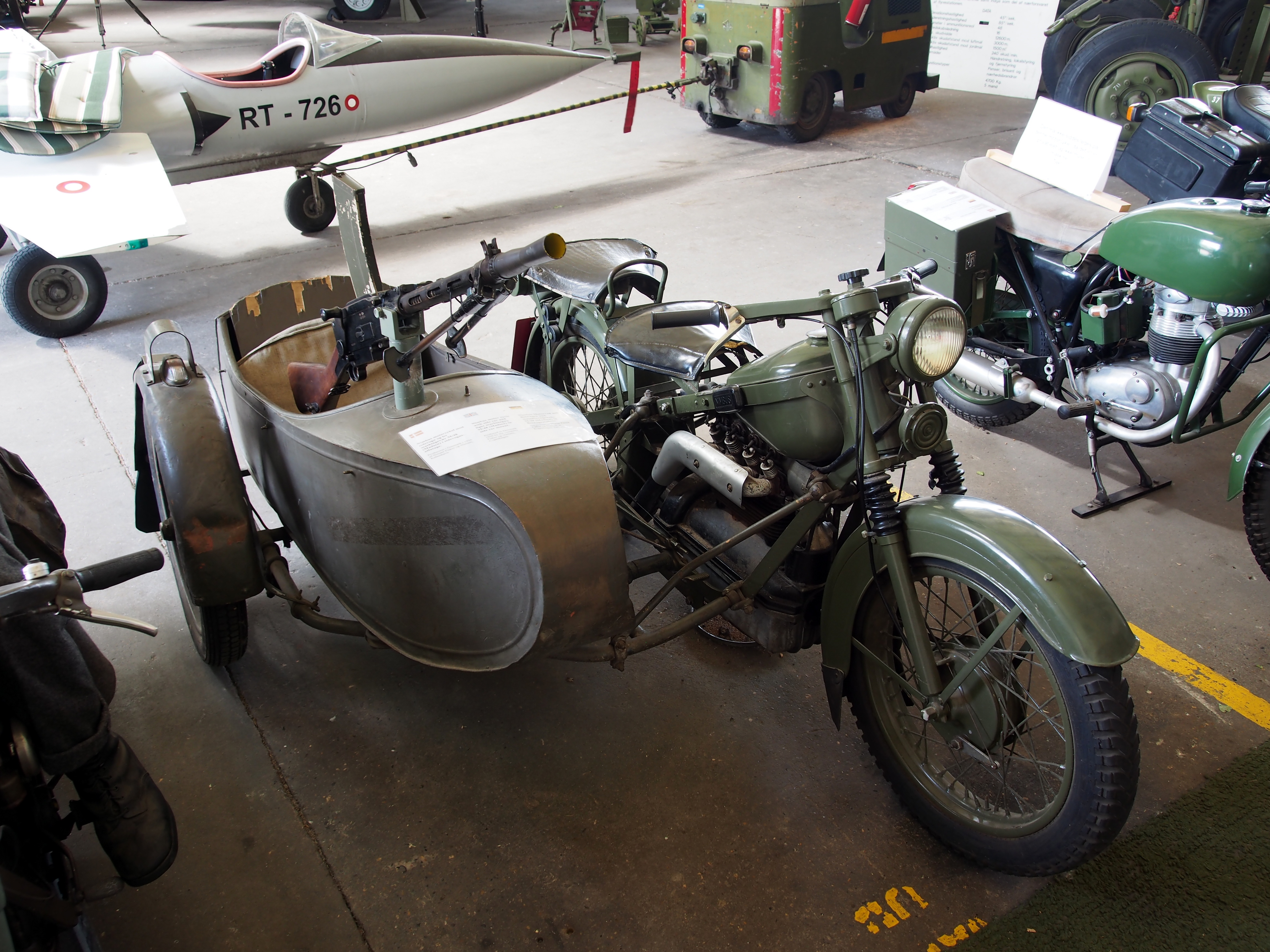
Датский Мадсен на мотоцикле

Пулемёт выпускался в нескольких модификациях и под несколько различных типов патронов.
В 1900 году начался выпуск первой модели пулемёта.
14 февраля 1902 года был запатентован усовершенствованный вариант пулемёта — «мадсен» обр. 1902 года
Следующая модернизация пулемёта была проведена в 1918 году. Была изменена конструкция приклада, укорочены ствол и сошка, введён надульник для уменьшения отдачи. Новый пулемёт начали выпускать под обозначением образец 1920 года. Пулемёт был приспособлен для стрельбы как с сошки, так и со специальной установки — треноги.
Ещё одна модификация осуществлена в 1924 году. Была введена пистолетная рукоятка, а приклад заменён ручкой овальной формы. Пулемёты, идущие на экспорт, фирма изготавливала в соответствии с желанием заказчика. Так, для Чили в 1926 году пулемёт Мадсена изготовлялся с водяным охлаждением.
Последние незначительные улучшения пулемёта проводились в 1937 году.

## Страны-эксплуатанты

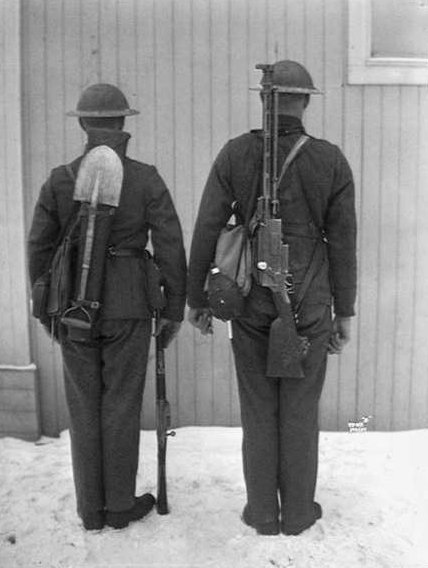
Норвежские солдаты с пулеметом Мадсен. 1928

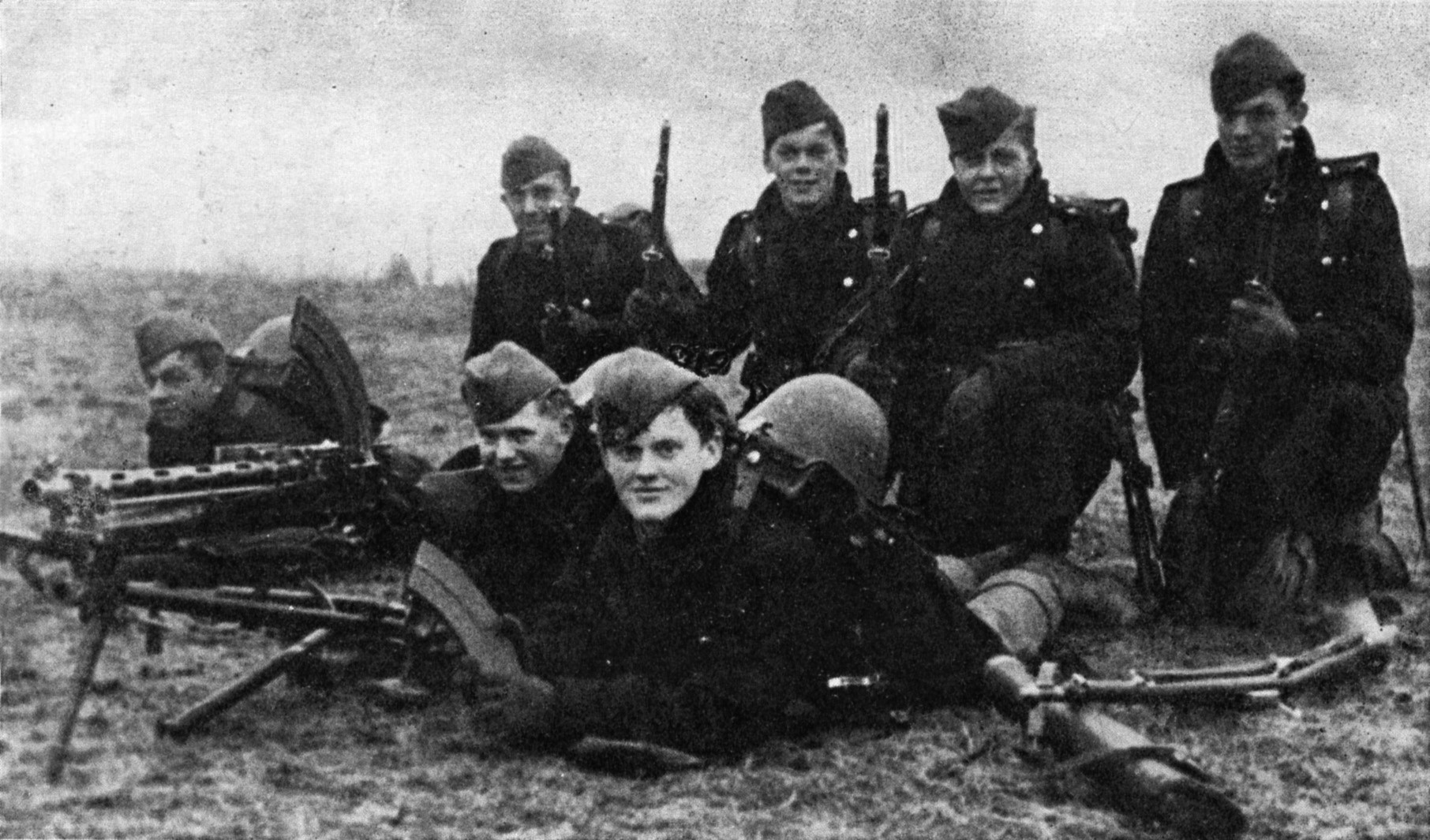
Датские солдаты. Апрель 1940

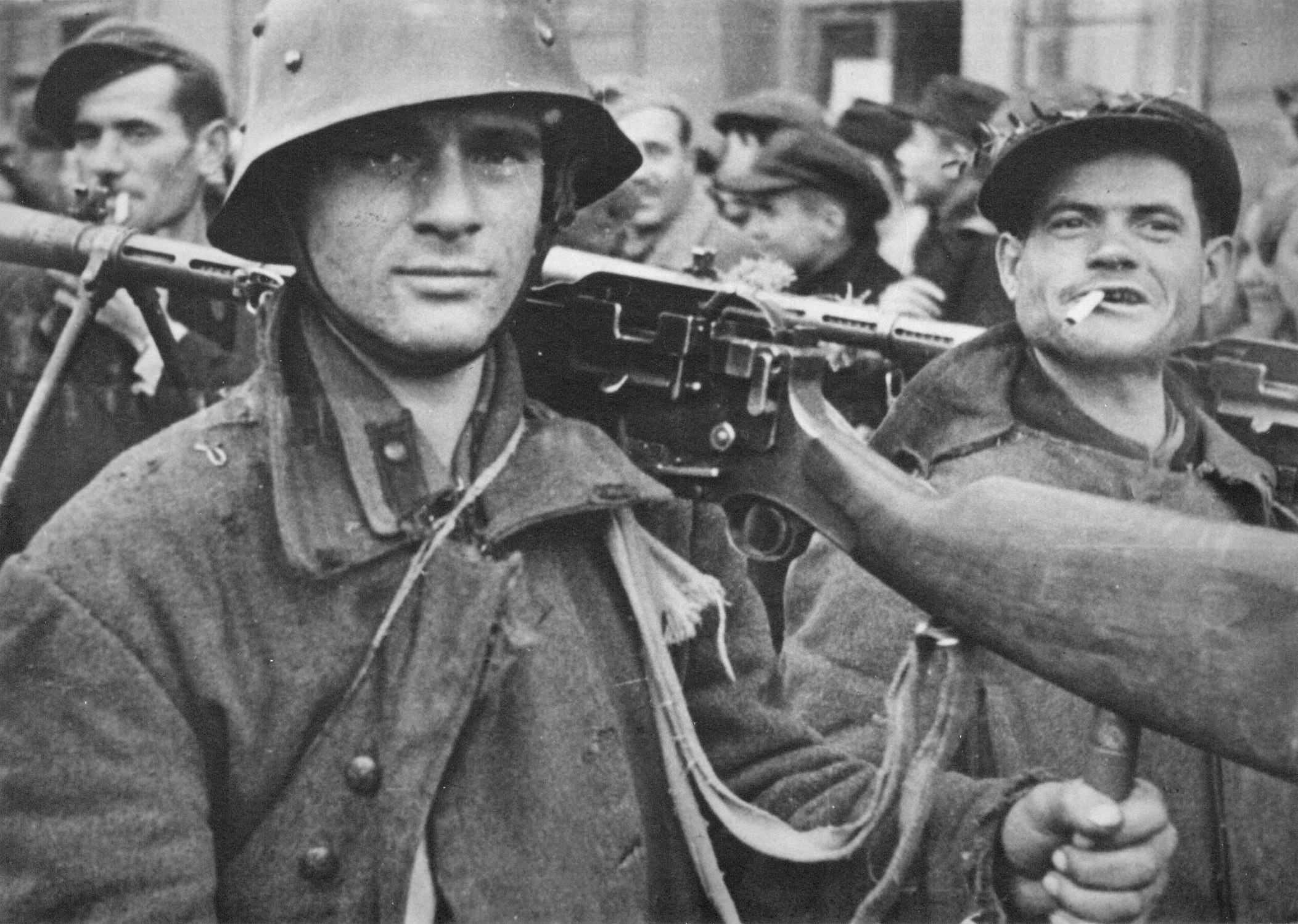
Югославские партизаны. 1944

- Российская империя — в 1905-1906 годах поставлено 1280 пулемётов и более 100 тысяч магазинов[2]. В Русско-Японскую войну использовалось около 600 пулемётов в кавалерии, из-за выявленных недостатков не был принят на вооружение, но кавалеристы настоятельно требовали вооружения этим пулемётом. Собственным лицензионным производством пулемётов (официально они классифицировались «ружьями Мадсена», или «ружьями-пулемётами») на станках, привезенных из Дании, занимался Ковровский пулемётный завод по контракту с Первым русским акционерным обществом ружейных и пулемётных заводов (обладателем лицензии и государственным поставщиком).[3]. Применялись в период Первой мировой войны, революции и гражданской войны.

- в 1905 году боевая организация РСДРП закупила партию пулемётов для вооружения своих боевиков, но груз не дошёл до конечного пользователя. По официальной версии одна партия была задержана 17 апреля 1905 г. Ревельской императорской таможней, вторая партия пулемётов перевозилась на шхуне, которая затонула или села на мель в Балтийском море.

- Аргентина — пулемёты обр. 1910, 1925, 1926, 1931 и 1935, преимущественно в калибре 7,65 × 53 мм Argentino[4].
- Болгария — некоторое количество 8-мм пулемётов «мадсен» образца 1924 года имелось на вооружении болгарской армии[1]. По другим данным это были пулемёты обр. 1915 и 1927 гг.[5][4]
- Боливия:[6] — M1925 (7,65 Mauser)[4].
- Бразилия — находились на вооружении бразильской армии (под патрон 7,62 × 63 мм), в дальнейшем снятые с вооружения армии пулемёты Мадсена, переделанные под патрон 7,62 × 51 мм НАТО, были переданы на вооружение полиции[1], где используются до настоящего времени.  |  | В статье не хватает ссылок на источники (см. рекомендации по поиску). Информация должна быть проверяема, иначе она может быть удалена. Вы можете отредактировать статью, добавив ссылки на авторитетные источники в виде сносок. (7 марта 2023) |
- Великобритания — в ходе первой мировой войны некоторое количество пулемётов «мадсен», изготовленных компанией «Рексер», было установлено на британские бронемашины[1].
- Германия — некоторое количество пулемётов «Мадсен» под немецкий патрон 7,92 × 57 мм в ходе Первой мировой войны находилось на вооружении в лёгких «мушкетных батальонах», горных частях, а позднее в штурмовых батальонах[1]. Первые «мушкетные батальоны» были введены в бой в августе 1915 года в Шампани[7].
- Дания — M1904, M1916, M1919, M1924, M1939 в под патрон 8 × 58 мм R (датский Краг) и M1948 под .30-06[4] на вооружении до начала 1950-х годов[1].
- Норвегия — некоторое количество пулемётов обр 1914 и 1918 под патрон 6,5 × 55 мм «маузер» имелось на вооружении норвежской армии ещё до начала первой мировой войны[8], после немецкой оккупации Норвегии в 1940 году трофейные пулемёты поступили в распоряжение немецких оккупационных войск.
- Империя Цин — M1904.
- Китайская Республика M1916, Rexer,[9] M1930 и M1937, все под 7,92 Mauser[4].
- Испания M1907 и M1922 под 7 мм[4].
- Республиканская Испания[10].
- Латвия — в апреле 1936 года на складах вооружённых сил имелось 3 штуки[11].
- Литва[5] — M1923 (7,92 мм)[4].
- Парагвай — некоторое количество пулемётов M1916 (7,65 мм)[4][6] имелось в парагвайской армии, они применялись в ходе Войны Чако против Боливии[1].
- Португалия:[12] Пулемёты обр. 1930, 1936 и 1952 гг под калибр .303 и обр 1936, 1940 и 1947 гг под 7,92 мм[4].
- СССР — некоторое количество пулемётов применялось РККА в ходе гражданской войны (так, в ходе боевых действий в Карелии зимой 1921—1922 гг. в лыжном отряде Тойво Антикайнена имелось шесть пулемётов «мадсен»), ещё некоторое количество поступило на вооружение в 1940—1941 гг. из арсеналов прибалтийских стран,[1] пулемёты со складских запасов царского времени состояли на вооружении дивизий народного ополчения, применялись в ходе битвы за Москву[13].
- Нацистская Германия — трофейные французские 8-мм пулемёты Madsen использовались под наименованием MG 157(f). После немецкой оккупации Дании в 1941—1942 годах датские пулемёты поступили в распоряжение вермахта, а на заводе «DRS» выпускалась модификация с ленточным питанием[1].
- Турция — M1925, 1926, 1935 и 1937 (7,92 мм)[4].
- Уругвай — M1937 (7 мм)[4].
- Финляндия — весной 1920 года закуплены первые 162 пулемёта под патрон 7,62 х 54 мм, всего до конца 1923 года было закуплено 729, они (M1910, M1920, M1921 и M1923) находились на вооружении до 1937 года (под наименованием 7,62 pk/20), когда 612 штук были проданы Эстонии, а остальные отправлены на склады[14].
- Франция[5]:[15] M 1915, 1919, 1922 и 1924 (8 мм Lebel)[4]. 
  -  Французское Марокко[16].
- Чили — обр 1923, 1925, 1926, 1928 и 1940, преимущественно под 7 мм Mauser. M1946 под .30-06[4].
- Швеция — приняты на вооружение до начала первой мировой войны[8]. M1906, M1914 и M1921 (6,5 × 55 мм)[4].
- Эстония — M1925 и M1937 под .303 British[4]; также в 1937 году 612 пулемётов под патрон 7,62 × 54 мм были проданы Эстонии из Финляндии[14].
- Эфиопия — M1907, M1910, M1934 и M1935, (7,92 Mauser)[4].
- Япония — трофейные 6,5-мм пулемёты армии Голландской Ост-Индии после оккупации этой колонии поступили на вооружение японских войск[1].

### в Российской империи

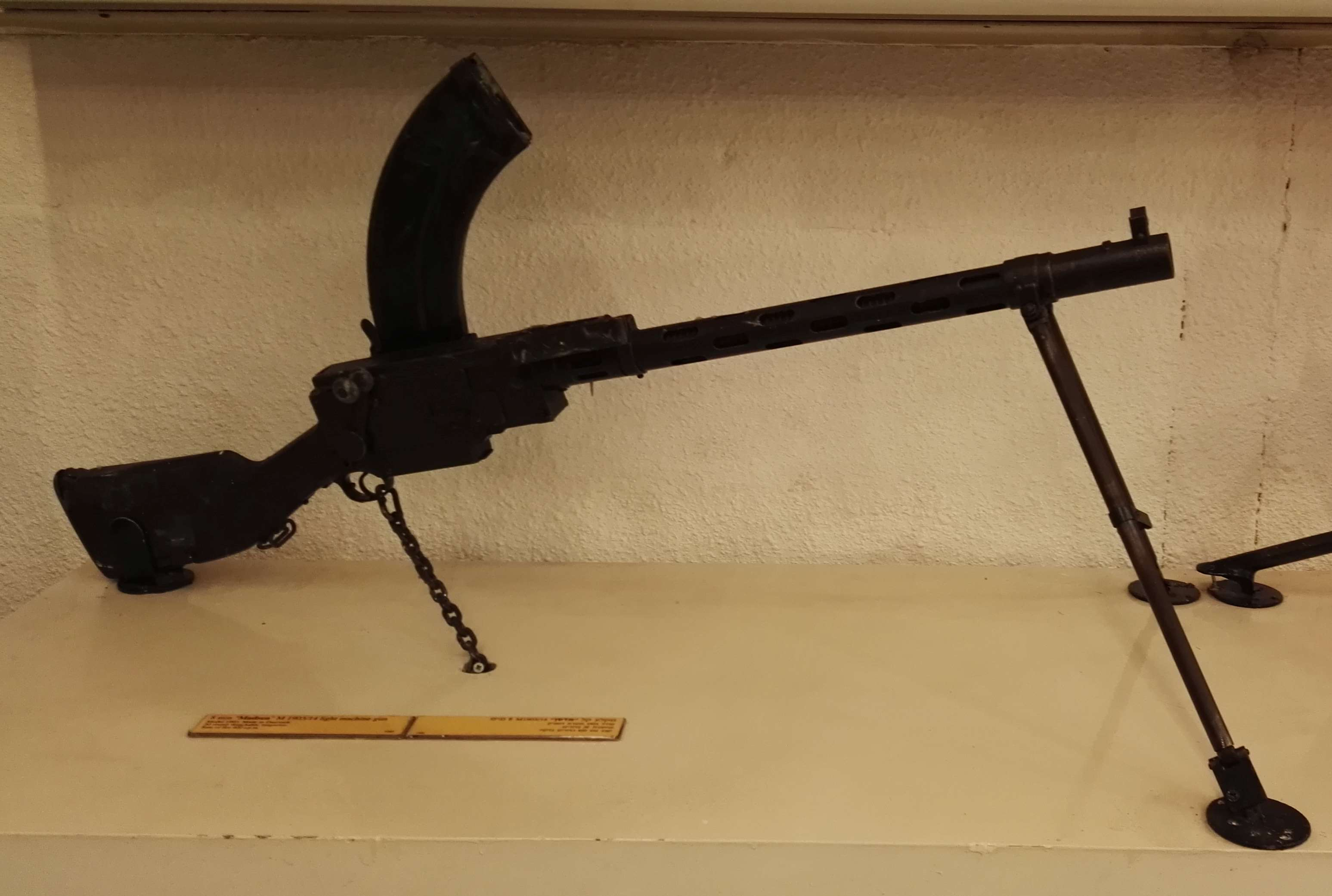
Мадсен М1903-14 в музее

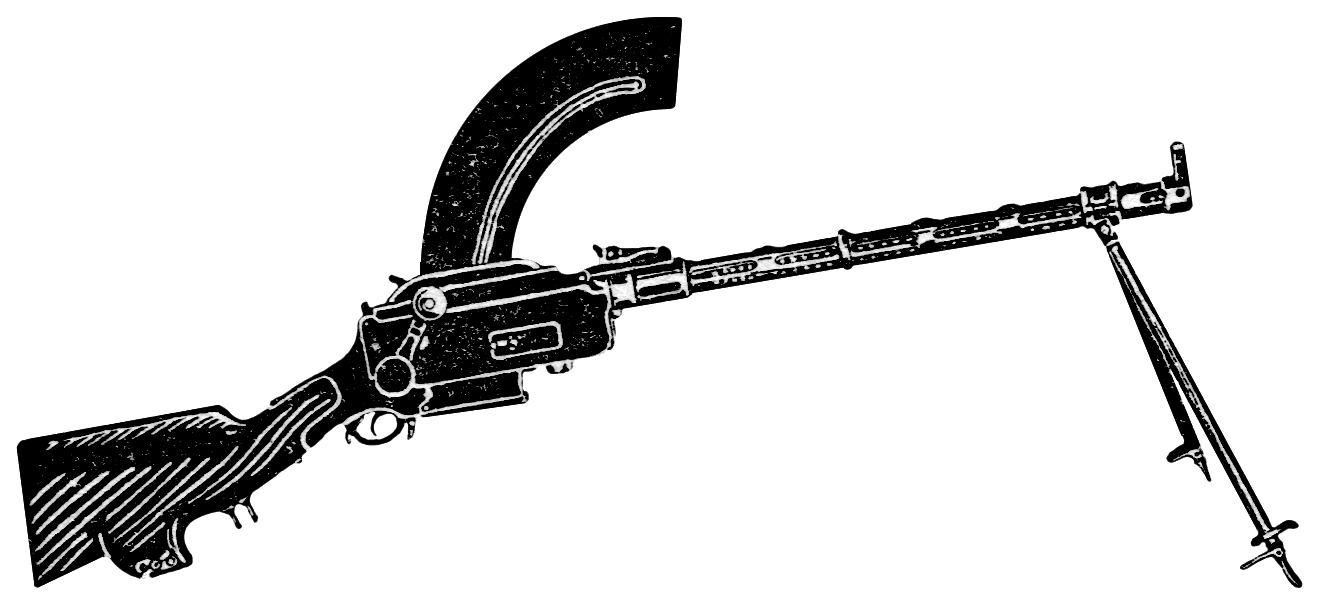
Вариант под русский 7,62-мм патрон

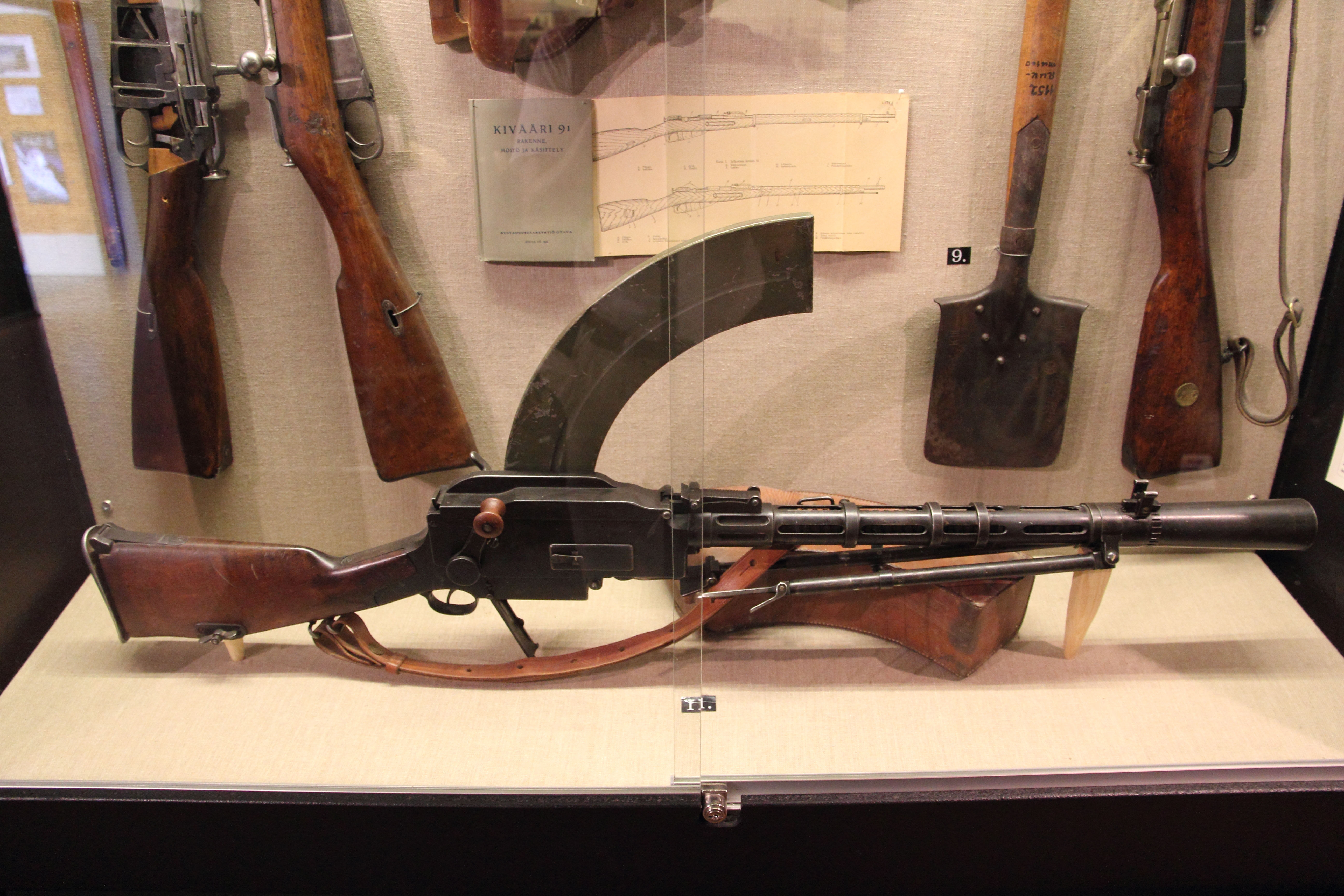
Вариант под русский 7,62-мм патрон

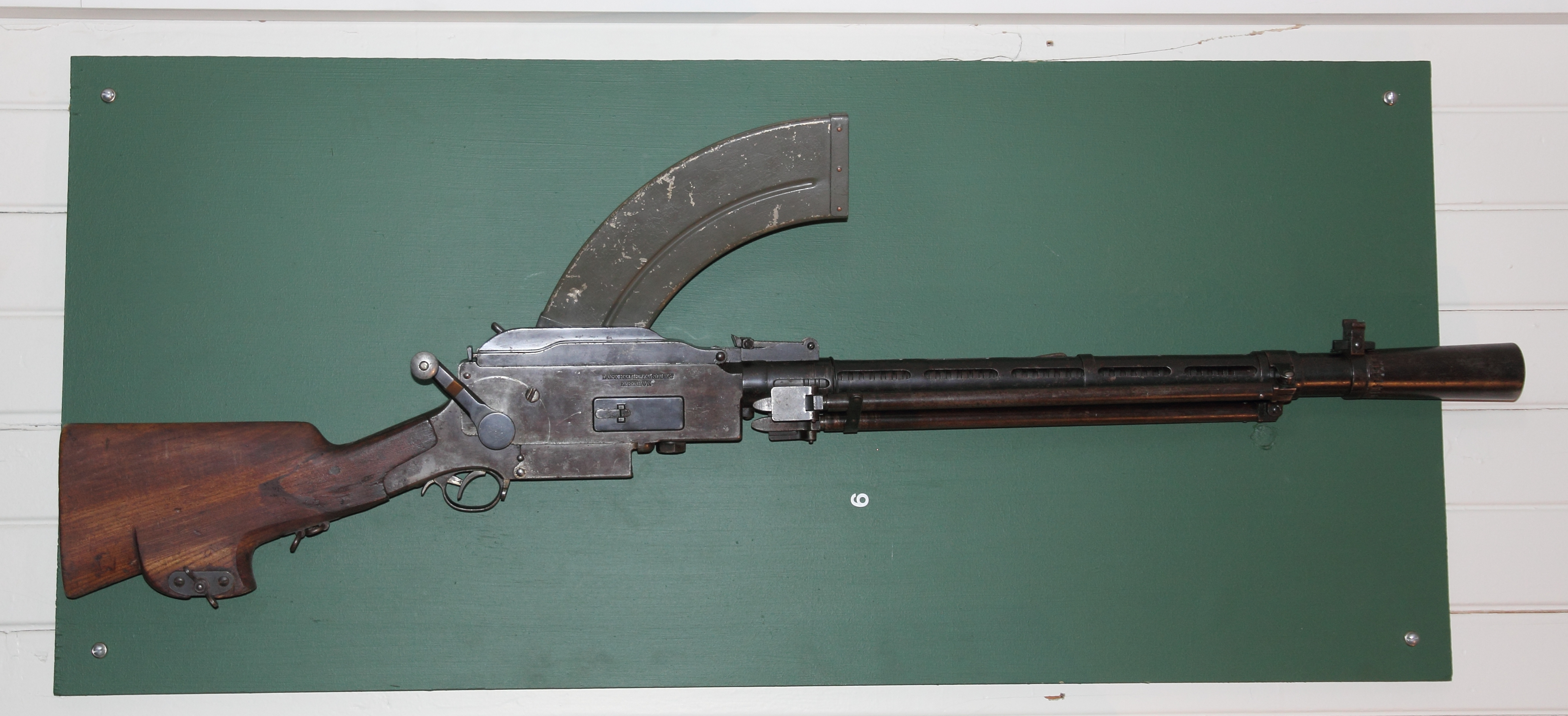
Вариант под русский 7,62-мм патрон

Вопрос снабжения русской армии пулемётами остро встал с началом в январе 1904 года русско-японской войны, в ходе которой Российская империя имела на вооружении пулемёты системы Максима в основном на тяжёлых, сложных в обращении колесных станках. Пулемётов на треногах было немного. Между тем войскам, особенно кавалерии, срочно был нужен лёгкий пулемёт. Под эти требования подходил датский ручной пулемёт «Мадсен».
В сентябре 1904 года первый образец пулемёта поступил на испытания в Офицерскую стрелковую школу, по результатам которых 15 сентября 1904 года был заключён первый контракт на поставку из Дании 50 пулемётов образца 1904 года под русский патрон 7,62 × 54 мм для вооружения кавалерии. 5 февраля 1905 года был заключён второй контракт, на поставку ещё 200 пулемётов. Из доставленных 250 пулемётов к октябрю 1905 года 210 распределены по 35 конно-пулемётным командам, прошедшим подготовку в Офицерской стрелковой школе, остальные 40 были оставлены в Офицерской стрелковой школе. 23 июня 1905 года для пограничной охраны Заамурского округа были заказаны ещё 30 пулемётов, которые передали для охраны объектов Китайско-Восточной железной дороги. 9 июля 1905 г. был заключён ещё один контракт на поставку военному министерству 1000 пулемётов, 100 тысяч магазинов и 125 «снаряжателей», но в связи с окончанием русско-японской войны эти пулемёты не попали в действующую армию.
Отмечены случаи применения пулемётов «мадсен» в ходе революции 1905—1907 гг. (110 пулемётов было передано в пулемётные команды лейб-гвардии и 60 шт. Донскому казачьему войску).
В 1906 году оставшиеся пулемёты начали поступать в кавалерийские и первоочередные казачьи части сначала Кавказского, а затем и других округов из расчёта по шесть боевых и одно учебное ружьё-пулемёт на полк. Также полкам отпускались деньги на самостоятельную заготовку кожаных кобур и патронных сумок, что вызвало протест «Синдиката», увидевшего в заказе этих изделий в России нарушение своих прав. В 1908 году ружья-пулемёты отпустили и второочередным казачьим полкам Кавказского округа. Ремонт ружей-пулемётов производил Тульский оружейный завод, но запасных частей на нём не производили. После того, как на вооружение был принят пулемёт «максим» обр. 1910 года, было принято решение постепенно заменить им пулемёты «мадсен». По состоянию на 1 января 1911 года в 137 кавалерийских, конных и казачьих полках и четырёх казачьих дивизионах оставалось на вооружении 874 ружья-пулемёта «мадсен», ещё 156 находились на складах и 29 — в учебных школах. Кроме того, имелось 143 учебных и 48 «негодных и требующих исправления» ружья-пулемёта. Осенью 1911 года «мадсены» начали изымать из кавалерийских частей и передавать на вооружение крепостей.
В 1915 году с целью уменьшить общую нехватку пулемётов в действующей армии Главное артиллерийское управление Военного министерства (ГАУ) собрало в крепостях и через Петроградский склад передало на фронт ещё пригодные «мадсены», некоторые из которых перед отправкой были «исправлены» (отремонтированы и доработаны под патрон с остроконечной пулей) на Сестрорецком и Тульском оружейных заводах.
В августе 1915 года ГАУ сообщило, что запасов пулемётов «мадсен» «более не имеется».
В то же время война обострила потребность в лёгких пулемётах для пехоты, кавалерии, воздухоплавательных аппаратов и речных боевых флотилий. Пулемёты пытались заказать у союзников по Антанте, но те сами испытывали в этом пулемёте острую потребность.
18 октября 1915 года датская оружейная компания обратилась с предложением к русскому военному атташе в Риме с предложением о продаже пулемётов «Мадсен» под 7-мм патрон Маузера (обращение через посредника было обусловлено нежеланием поставить под угрозу нейтралитет Дании в первой мировой войне), 31 декабря 1915 года военному министерству передали один пулемёт в качестве образца.
По состоянию на 1 января 1917 года в действующей армии имелось 335 пулемётов «мадсен».
В августе 1916 года в городе Коврове было начато строительство завода «Первого русского акционерного общества ружейных и пулемётных заводов», владельцами которого являлись датчане, а станки и оборудование для завода поступали из Копенгагена (русский персонал нанимался лишь на второстепенные должности, на работы «самых низких разрядов»), в январе 1917 года завод получил лицензию на эксклюзивное производство «трёхлинейного ружья-пулемёта „Мадсен“» со всеми принадлежностями, «для поставки таковых русской армии и флоту, как в военное, так и в мирное время». 28 января 1917 года было заключено соглашение № 21 с Главным артиллерийским управлением на производство и поставку 15 000 пулемётов (по цене 1733 рубля 30 копеек за один пулемёт с запчастями и принадлежностями), начать производство планировалось через 5 месяцев со дня подписания договора. 12 августа 1917 года состоялись приёмные испытания ГАУ первых четырёх изготовленных в Коврове пулемётов с запасными стволами, оказавшиеся неуспешными.